# Pirae
Il comune di Pirae si trova in Polinesia francese nell'isola di Tahiti nelle Isole del Vento.
Il comune ospita un ippodromo, un centro equestre, 2 stadi, un ipermercato e diverse banche.